# Pró-opiomelanocortina
Pró-opiomelanocortin (POMC) é um precursor polipeptídico  com 241 resíduos de aminoácidos. POMC é sintetizado  a partir do precursor de 285 aminoácidos pré-pró-opiomelanocortin (pré-POMC), após a remoção dos 44 aminoácidos que compõe o peptídeo sinal, durante a  tradução.

## Função
A POMC é clivada dando origem a diversos hormônios peptídicos. Cada um desses é empacotado em vesículas  densas e largas, liberadas da célula por exocitose em resposta a estímulos adequados:
- O α-MSH produzido por neurônios no núcleo arqueado possui funções cruciais na regulação do apetite (inibição)[1] e do comportamento sexual humano, enquanto o α-MSH secretado pelo lobo intermediário da pituitária regula a produção de melanina.
- ACTH é um hormônio peptídico que regula a secreção de  glicocorticoides a partir do córtex da adrenal.
- β-Endorfina e [Met]encefalina são peptídeos opioides endógenos com ações espalhadas pelo encéfalo.

## Síntese
O gene POMC é localizado no cromossomo 2p23.3. Esse gene é expresso tanto no lobo intermediário quanto no lobo anterior da hipófise. Esse gene codifica um polipeptídeo de 285 aminoácidos que passa por processamento extenso, tecido-específico, sendo clivado por enzimas conhecidas como  pró hormônio convertases. A proteína codificada é sintetizada principalmente por células corticotróficas da adenoipófise, onde 4 sítios de clivagem são usados. Adrenocorticotrofina (ACTH), essencial para síntese de esteroides e manutenção do peso da adrenal, e  β-lipotropina são os produtos finais principais. Contudo, há outros sitíos de clivagem possíveis e dependendo do tecido e das enzimas disponíveis, o processamento pode render até 10 peptídeos ativos diferentes, envolvidos em diversos processos celulares. Os sítios consistem das sequências  Arg-Lys, Lys-Arg, ou Lys-Lys. Enzimas responsáveis pelo processamento de peptídeos  POMC peptides incluem:  pró hormônio convertase 1 (PC1), pró hormônio convertase 2 (PC2), carboxipeptidase E (CPE), peptidil α-amidante monooxigenase (PAM), N-acetiltransferase (N-AT), e prolilcarboxipeptidase (PRCP).
O processamento de POMC envolve glicosilações, acetilações e clivagem proteolítica intensiva em sítios contendo sequências de aminoácidos básicos. COntudo, as proteases que reconhecem tais sequências são tecido-específicas. Em alguns tecidos, como o hipotálamo, a placenta, e o epitélio, todos os sítos de clivagem podem ser usados, dando origem a peptídeos com papéis na homeostase de dor e energia, estimulação de melanócitos e modulação imune. Esses peptídeos incluem melanotropinas, lipotropinas e endorfinas contidas nos peptídeos de adrenocorticotrofina e β-lipotropina.
Ela é sintetizada por 
- Células corticotróficas da  adenoipófise
- Células melanotróficas do lobo intermediário da hipófise
- 3,148±62 neurônios no  núcleo arqueado do hipotálamo[2]
- Populações menores no hipotálamo dorsomedial tronco encefálico
- Melanócitos na pele

## Derivados
A molécula de POMC é fonte de diversos peptídeos biologicamente ativos, sendo clivada nos segunites peptídeos:
- Peptídeo N-Terminal da Pró-opiomelanocortin (NPP, ou pro-γ-MSH)
- γ-Melanotropina (γ-MSH)
- Corticotropina (Hormônio adrenocorticotrópico, or ACTH)
- α-Melanotropina (Hormônio Estimulador de Melanócito α, ou α-MSH)
- Peptídeo Intermediário semelhante a Corticotropina (CLIP)
- β-Lipotropina (β-LPH)
- Lipotropina Gama (γ-LPH)
- β-Melanotropina (β-MSH)
- β-Endorfina
- [Met]Encefalina

Apesar da sequência N-terminal de  5 aminoácidos da  β-endorfina ser idêntica a da [Met]encefalina, não é aceito, de forma geral, que a β-endorfina é convertida em [Met]encefalina. Em vez disso, [Met]encefalinais é produzida a partir de seu precursor, proenkephalin A.
A produção β-MSH ocorre em humanos, mas não em ratos e camundongos, devido à ausência do sítio de processamento enzimático no POMC de roedores.

## Significado clínico
Mutações nesse gene estão relacionadas com obesidade precoce, insufência adrenal, e rutilismo (cabelos ruivos). Trnascritos variantes processados por splicing alternativo já foram descritos

## Interações
A pró-opiomelanocortina interage com o receptor de melanocortina tipo 4.